# Episodi de La famiglia Benvenuti (seconda stagione)
La seconda e ultima stagione della serie televisiva La famiglia Benvenuti, composta da sette episodi e realizzata a colori, è andata in onda in anteprima sul Programma Nazionale della Rai dal 27 novembre 1969 all'8 gennaio 1970.
| nº | Titolo           | Prima visione    |
| -- | ---------------- | ---------------- |
| 1  | Primo episodio   | 27 novembre 1969 |
| 2  | Secondo episodio | 4 dicembre 1969  |
| 3  | Terzo episodio   | 11 dicembre 1969 |
| 4  | Quarto episodio  | 18 dicembre 1969 |
| 5  | Quinto episodio  | 25 dicembre 1969 |
| 6  | Sesto episodio   | 1 gennaio 1970   |
| 7  | Settimo episodio | 8 gennaio 1970   |

## Primo episodio
- Altri interpreti: Nicola Morelli, Anna Maria Bottini, Enrico Salvatore, Lino Mariani, Renato Marzano.

Trama
Marina, in attesa del terzo figlio, parte per il mare con i figli Ghigo e Andrea. Alberto, rimasto solo a Roma, preso tra piante da innaffiare e formiche da eliminare, rimane vittima di piccoli incidenti domestici.

## Secondo episodio
- Altri interpreti: Renato Malavasi, Valeria Sabel, Riccardo Frera, Filippo Degara, Giuliano Persico, Andrea Pericci, Bernard Parnell, Augusta Marlgardi, Orlando D’Ubaldo, Alberto Venturi.

Trama
Marina e i figli hanno trovato alloggio in un piccolo albergo della Toscana e passano le giornate tra spiaggia e zanzare. Alberto li raggiunge per il fine settimana e nella solita partita scapoli-ammogliati ci rimette una caviglia: passerà il resto della vacanza con l’ingessatura.

## Terzo episodio
- Altri interpreti: Gigi Ballista, Nicola Morelli, Adelaide Restori, Calisto Calisti, Renato Marzano, Bruno Alecci.

Trama
Alberto è di nuovo solo in città e Marina decide di ritornare con due giorni in anticipo. Alberto, in preda al panico, si fa aiutare dai colleghi per rimettere in ordine la casa. Marina trova il modo di riprendere il marito: l’auto è ancora parcheggiata in strada e la bolletta del gas non è stata pagata.

## Quarto episodio
- Altri interpreti: Bice Valori, Giuseppe Terranova, Maria Capparelli, Luciano Sportelli.

Trama
La vita della famiglia continua tra alti e bassi: discussioni tra marito e moglie, contrasti con Amabile, il passaggio di Andrea dalle elementari alle medie. La fidanzata di Mancuso, un collega di Alberto, arriva dalla provincia per stare a Roma per qualche giorno. La donna resta affascinata da Alberto e lascia il fidanzato.

## Quinto episodio
- Altri interpreti: Gigi Ballista, Anna Maria Bottini, Gianni Brambilla, Giuseppe Terranova.

Trama
Arriva Natale e Alberto intende rifiutare i regali che i clienti gli mandano, Marina e Andrea li nascondono. Alberto deve recarsi a Milano con il suocero, ritorna a Roma in tempo per assistere la moglie che ha un aborto spontaneo.

## Sesto episodio
- Altri interpreti: Toni Ucci, Antonella Pieri, Albertino Sartoris, Nicola Morelli, Antonio Nucera, Lina Mariani, Renato Marzano.

Trama
Marina, scossa per la perdita della bambina, gira per orfanotrofi per un bambino da adottare. Andrea porta a casa Nives, una bambina di otto anni figlia di un musicista ambulante. Il padre di Nives si ammala e Marina decise di ospitare la bambina. Il padre, guarito, riprende Nives e i due ritornano alla loro vita di girovaghi. 

## Settimo episodio
- Altri interpreti: Dina Sassoli, Claudio Sorrentino, Pier Anna Quaia, Cesare Gelli, Eugenio Cappabianca, Giulio Paradisi, Nicola Morelli, Gilberto Provenghi, Nicola Morabito, Giancarlo Lambertini.

Trama
Ghigo, studente di Architettura, conosce Gino, politicamente impegnato, che lo convince ad aderire al movimento studentesco. Il padre, di idee conservatrici, lo contrasta mentre la madre mostra comprensione.